# Alois-Jirásek-Denkmal

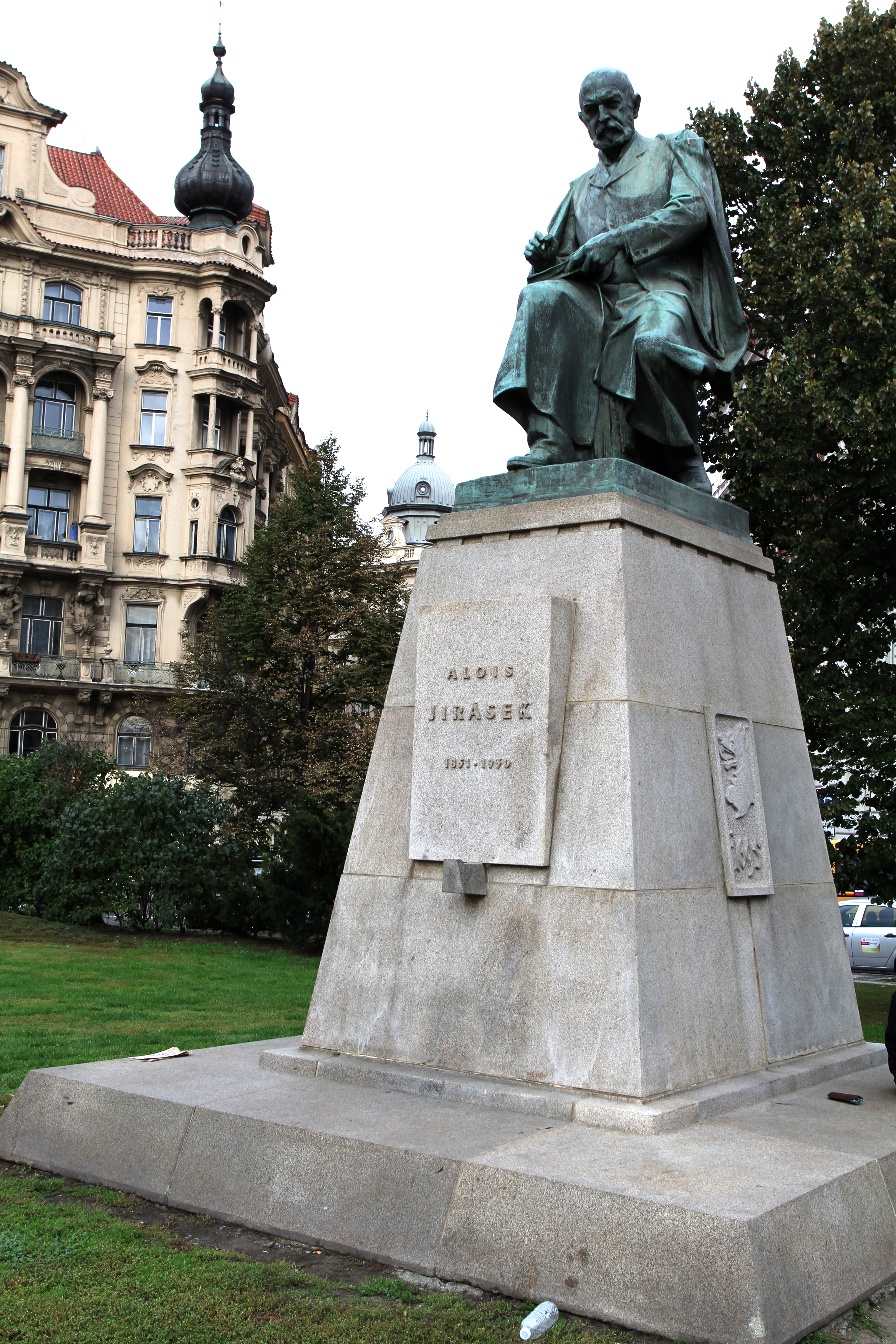
Alois-Jirásek-Denkmal

Das Alois-Jirásek-Denkmal (tschechisch: Pomník Aloise Jiráska) steht in einem kleinen Park auf dem Jirásek-Platz (Jiráskovo náměstí) am rechten Moldauufer in der Prager Neustadt. Es erinnert an den bedeutenden tschechischen Schriftsteller Alois Jirásek, seinen Namen tragen auch der Platz und die angrenzende Moldaubrücke (Jiráskův most).
Das Denkmal steht vor dem Haus Nr. 1775/4 an der Ecke zur Straße Resslova, in dem Jirásek von 1903 bis zu seinem Tod 1930 lebte. Am Haus ist eine große steinerne Gedenktafel angebracht: V tomto domě žil a zemřel Alois Jirásek 1903–1930 (deutsch: In diesem Haus lebte und starb Alois Jirásek 1903–1930).
Das Denkmal wurde im Jahr 1960, zum 30. Jahrestag von Jiráseks Tod, enthüllt. Die sitzende bronzene Statue des Schriftstellers schuf Bildhauer Karel Pokorný, den hohen konischen Granitsockel entwarf Architekt Jaroslav Fragner. Alois Jirásek ist mit einer Feder in seiner Rechten und einem Heft in seiner Linken dargestellt.
Auf der Vorderseite des Sockels befindet sich eine Steinplatte mit der Aufschrift: ALOIS JIRÁSEK 1851 – 1930. Die Tafel auf der Rückseite trägt die Aufschrift: POSTAVENO PÉČÍ VLÁDY ČESKOSLOVENSKÉ REPUBLIKY K PATNÁCTÉMU VÝROČÍ OSVOBOZENÍ VLASTI ROKU 1960 PODLE NÁVRHU SOCHAŘE KARLA POKORNÉHO A ARCHITEKTA JAROSLAVA FRÁGNERA. (deutsch: Gebaut durch Fürsorge der Regierung der Tschechoslowakischen Republik zum fünfzehnten Jahrestag der Befreiung der Heimat im Jahr 1960 nach dem Vorschlag des Bildhauers Karel Pokorný und des Architekten Jaroslav Fragner.) Die Steinreliefs an den Seiten des Sockels beziehen sich auf charakteristische Themen aus Jiráseks Werken. Rechts ist ein Streitkolben und die Jahreszahl 1419 angebracht, links ein Hundekopf und die Jahreszahl 1695.
Das Werk ist ein Kulturdenkmal der Tschechischen Republik. In den Jahren 2007 bis 2009 wurde es restauriert.